# Temporada da IndyCar Series de 2021
A temporada da IndyCar Series de 2021 foi a 110ª temporada oficial do campeonato de corridas de rodas abertas norte-americanas e a 26ª sob a sanção da IndyCar Series. O evento principal foi a Indianapolis 500, que teve como vencedor o brasileiro Hélio Castroneves, que conquistou sua quarta vitória, igualando as lendas A. J. Foyt, Al Unser e Rick Mears.
Recordistas de corridas disputadas na categoria, o neozelandês Scott Dixon e o brasileiro Tony Kanaan (que ensaiou uma despedida em 2020), competiram, respectivamente, pela 24ª e 21ª vezes; Dixon correu 2 temporadas pela antiga CART e outras 19 pela IRL/Indy reunificada, empatado com Kanaan, que disputou outras 5 temporadas da CART e pilotou o quarto carro da Chip Ganassi, equipe que defendeu entre 2014 e 2017, apenas em circuitos ovais - nas demais provas, o ex-piloto da NASCAR Jimmie Johnson foi o titular do #48. Além de Johnson, estrearam na categoria o francês Romain Grosjean, o neozelandês Scott McLaughlin e as equipes Paretta Autosport (que disputou apenas a Indy 500) e Top Gun Racing, que também se inscreveu para as 500 Milhas (não obteve a classificação) e a corrida 2 do traçado misto do Indianapolis Motor Speedway. A Juncos Racing, que não disputava corridas da categoria desde 2019, anunciou sua volta à Indy em agosto, para as últimas 3 corridas do campeonato, tendo como piloto o britânico Callum Ilott.
O espanhol Álex Palou, em sua segunda temporada da IndyCar e sua primeira como piloto da Chip Ganassi, conquistou seu primeiro título no automobilismo profissional após chegar em quarto lugar no GP de Long Beach. Scott McLaughlin foi o melhor estreante do campeonato, derrotando Romain Grosjean por 33 pontos (305 a 272).

## Equipes e pilotos
| Equipe                                                              | Motor     | No. | Piloto(s)             | Etapa(s)            |
| ------------------------------------------------------------------- | --------- | --- | --------------------- | ------------------- |
| A. J. Foyt Enterprises                                              | Chevrolet | 1   | J. R. Hildebrand      | 6                   |
| A. J. Foyt Enterprises                                              | Chevrolet | 4   | Dalton Kellett        | Todas               |
| A. J. Foyt Enterprises                                              | Chevrolet | 11  | Charlie Kimball       | 5–6                 |
| A. J. Foyt Enterprises                                              | Chevrolet | 14  | Sébastien Bourdais    | Todas               |
| Andretti Autosport                                                  | Honda     | 25  | Stefan Wilson R       | 6                   |
| Andretti Autosport                                                  | Honda     | 27  | Alexander Rossi       | Todas               |
| Andretti Autosport                                                  | Honda     | 28  | Ryan Hunter-Reay      | Todas               |
| Andretti Autosport                                                  | Honda     | 26  | Colton Herta          | 1–4                 |
| Andretti Autosport w/ Curb-Agajanian                                | Honda     | 26  | Colton Herta          | 5–16                |
| Andretti-Harding Steinbrenner Autosport                             | Honda     | 29  | James Hinchcliffe     | Todas               |
| Andretti Herta-Haupert Autosport w/ Marco Andretti & Curb-Agajanian | Honda     | 98  | Marco Andretti        | 6                   |
| Arrow McLaren SP                                                    | Chevrolet | 5   | Patricio O'Ward       | Todas               |
| Arrow McLaren SP                                                    | Chevrolet | 7   | Felix Rosenqvist      | 1–7, 10–16          |
| Arrow McLaren SP                                                    | Chevrolet | 7   | Oliver Askew          | 8                   |
| Arrow McLaren SP                                                    | Chevrolet | 7   | Kevin Magnussen       | 9                   |
| Arrow McLaren SP                                                    | Chevrolet | 86  | Juan Pablo Montoya    | 5–6                 |
| Carlin                                                              | Chevrolet | 59  | Max Chilton           | 1–2, 6–12, 14–16    |
| Carlin                                                              | Chevrolet | 59  | Conor Daly            | 3–4, 13             |
| Chip Ganassi Racing                                                 | Honda     | 8   | Marcus Ericsson       | Todas               |
| Chip Ganassi Racing                                                 | Honda     | 9   | Scott Dixon           | Todas               |
| Chip Ganassi Racing                                                 | Honda     | 10  | Álex Palou            | Todas               |
| Chip Ganassi Racing                                                 | Honda     | 48  | Jimmie Johnson R      | 1–2, 5, 7–12, 14–16 |
| Chip Ganassi Racing                                                 | Honda     | 48  | Tony Kanaan           | 3–4, 6, 13          |
| Dale Coyne Racing with Rick Ware Racing                             | Honda     | 51  | Romain Grosjean R     | 1–2, 5, 7–16        |
| Dale Coyne Racing with Rick Ware Racing                             | Honda     | 51  | Pietro Fittipaldi     | 3–4, 6              |
| Dale Coyne Racing with Rick Ware Racing                             | Honda     | 52  | Cody Ware R           | 9, 11–12            |
| Dale Coyne Racing with Rick Ware Racing                             | Honda     | 52  | Ryan Norman R         | 10                  |
| Dale Coyne Racing with Vasser-Sullivan                              | Honda     | 18  | Ed Jones              | Todas               |
| Dreyer & Reinbold Racing                                            | Chevrolet | 24  | Sage Karam            | 6                   |
| Ed Carpenter Racing                                                 | Chevrolet | 20  | Conor Daly            | 1–2, 5, 7–12, 14–16 |
| Ed Carpenter Racing                                                 | Chevrolet | 20  | Ed Carpenter          | 3–4, 6, 13          |
| Ed Carpenter Racing                                                 | Chevrolet | 21  | Rinus VeeKay          | 1–8, 10–16          |
| Ed Carpenter Racing                                                 | Chevrolet | 21  | Oliver Askew          | 9                   |
| Ed Carpenter Racing                                                 | Chevrolet | 47  | Conor Daly            | 6                   |
| Juncos Hollinger Racing                                             | Chevrolet | 77  | Callum Ilott R        | 14–16               |
| Meyer Shank Racing                                                  | Honda     | 06  | Hélio Castroneves     | 6, 11–12, 14–16     |
| Meyer Shank Racing                                                  | Honda     | 60  | Jack Harvey           | Todas               |
| Paretta Autosport                                                   | Chevrolet | 16  | Simona de Silvestro   | 6                   |
| Rahal Letterman Lanigan Racing                                      | Honda     | 15  | Graham Rahal          | Todas               |
| Rahal Letterman Lanigan Racing                                      | Honda     | 30  | Takuma Sato           | Todas               |
| Rahal Letterman Lanigan Racing                                      | Honda     | 45  | Santino Ferrucci      | 6–8, 10–11          |
| Rahal Letterman Lanigan Racing                                      | Honda     | 45  | Christian Lundgaard R | 12                  |
| Rahal Letterman Lanigan Racing                                      | Honda     | 45  | Oliver Askew          | 14–16               |
| Team Penske                                                         | Chevrolet | 2   | Josef Newgarden       | Todas               |
| Team Penske                                                         | Chevrolet | 3   | Scott McLaughlin R    | Todas               |
| Team Penske                                                         | Chevrolet | 12  | Will Power            | Todas               |
| Team Penske                                                         | Chevrolet | 22  | Simon Pagenaud        | Todas               |
| Top Gun Racing                                                      | Chevrolet | 75  | RC Enerson R          | 6, 12               |

## Mudanças nas equipes
- Em 28 de outubro de 2020, a DragonSpeed, que disputou algumas etapas em 2019 e 2020, anunciou sua saída da IndyCar e vendeu o chassi para a Meyer Shank Racing.[71]
- Após 3 temporadas, a Chip Ganassi Racing voltará a competir com 4 carros de forma integral - o #48 será utilizado em rodízio pelo ex-piloto da NASCAR Jimmie Johnson (nas corridas em circuitos mistos e de rua) e pelo brasileiro Tony Kanaan (apenas em circuitos ovais).

## Calendário
| Prova | Data           | Nome da corrida                                       | Circuito                                  | Local                     |
| ----- | -------------- | ----------------------------------------------------- | ----------------------------------------- | ------------------------- |
| 1     | 18 de abril    | Honda Indy Grand Prix of Alabama Presented by AmFirst | R Barber Motorsports Park                 | Birmingham, Alabama       |
| 2     | 25 de abril    | Firestone Grand Prix of St. Petersburg                | R Ruas de St. Petersburg                  | St. Petersburg, Flórida   |
| 3     | 1 de maio      | Texas 300                                             | O Texas Motor Speedway                    | Fort Worth, Texas         |
| 4     | 2 de maio      | Genesys 300                                           | O Texas Motor Speedway                    | Fort Worth, Texas         |
| 5     | 15 de maio     | GMR Grand Prix                                        | R Indianapolis Motor Speedway Road Course | Speedway, Indiana         |
| 6     | 30 de maio     | 105th Running of the Indianapolis 500                 | O Indianapolis Motor Speedway             | Speedway, Indiana         |
| 7     | 12 de junho    | Chevrolet Detroit Grand Prix                          | R Belle Isle Park                         | Detroit, Michigan         |
| 8     | 13 de junho    | Chevrolet Detroit Grand Prix                          | R Belle Isle Park                         | Detroit, Michigan         |
| 9     | 20 de junho    | REV Group Grand Prix at Road America                  | R Road America                            | Elkhart Lake, Wisconsin   |
| 10    | 4 de julho     | Honda Indy 200 at Mid-Ohio                            | R Mid-Ohio Sports Car Course              | Lexington, Ohio           |
| 11    | 11 de julho    | Honda Indy Toronto                                    | R Exhibition Place                        | Toronto, Ontário (Canadá) |
| 12    | 8 de agosto    | Music City Grand Prix                                 | R Nashville Street Circuit                | Nashville, Tennessee      |
| 13    | 14 de agosto   | Big Machine Spiked Coolers Grand Prix                 | R Indianapolis Motor Speedway Road Course | Speedway, Indiana         |
| 14    | 21 de agosto   | Bommarito Automotive Group 500                        | O Gateway Motorsports Park                | Madison, Illinois         |
| 15    | 12 de setembro | Grand Prix of Portland                                | R Portland International Raceway          | Portland, Oregon          |
| 16    | 19 de setembro | Firestone Grand Prix of Monterey                      | R WeatherTech Raceway Laguna Seca         | Monterey, Califórnia      |
| 17    | 26 de setembro | Acura Grand Prix of Long Beach                        | R Ruas de Long Beach                      | Long Beach, Califórnia    |

## Resultados
| Etapa | Corrida            | Pole position   | Volta mais rápida | Líder por mais voltas | Vencedor          | Vencedor                             | Vencedor  | Detalhes |
| Etapa | Corrida            | Pole position   | Volta mais rápida | Líder por mais voltas | Piloto            | Equipe                               | Motor     | Detalhes |
| ----- | ------------------ | --------------- | ----------------- | --------------------- | ----------------- | ------------------------------------ | --------- | -------- |
| 1     | Birmingham         | Patricio O'Ward | Patricio O'Ward   | Álex Palou            | Álex Palou        | Chip Ganassi Racing                  | Honda     | Detalhes |
| 2     | St. Petersburg     | Colton Herta    | Álex Palou        | Colton Herta          | Colton Herta      | Andretti Autosport                   | Honda     | Detalhes |
| 3     | Texas 1            | Álex Palou      | Marcus Ericsson   | Scott Dixon           | Scott Dixon       | Chip Ganassi Racing                  | Honda     | Detalhes |
| 4     | Texas 2            | Scott Dixon     | Álex Palou        | Scott Dixon           | Patricio O'Ward   | Arrow McLaren SP                     | Chevrolet |          |
| 5     | GMR Grand Prix     | Romain Grosjean | Rinus VeeKay      | Romain Grosjean       | Rinus VeeKay      | Ed Carpenter Racing                  | Chevrolet | Detalhes |
| 6     | Indy 500           | Scott Dixon     | Santino Ferrucci  | Conor Daly            | Hélio Castroneves | Meyer Shank Racing                   | Honda     | Detalhes |
| 7     | Detroit 1          | Patricio O'Ward | Josef Newgarden   | Will Power            | Marcus Ericsson   | Chip Ganassi Racing                  | Honda     | Detalhes |
| 8     | Detroit 2          | Josef Newgarden | Colton Herta      | Josef Newgarden       | Patricio O'Ward   | Arrow McLaren SP                     | Chevrolet | Detalhes |
| 9     | Road America       | Josef Newgarden | Álex Palou        | Josef Newgarden       | Álex Palou        | Chip Ganassi Racing                  | Honda     |          |
| 10    | Mid-Ohio           | Josef Newgarden | Jack Harvey       | Josef Newgarden       | Josef Newgarden   | Team Penske                          | Chevrolet |          |
| 11    | Nashville          | Colton Herta    | Colton Herta      | Colton Herta          | Marcus Ericsson   | Chip Ganassi Racing                  | Honda     |          |
| 12    | IMS Big Machine GP | Patricio O'Ward | Will Power        | Will Power            | Will Power        | Team Penske                          | Chevrolet |          |
| 13    | Gateway            | Will Power      | Takuma Sato       | Josef Newgarden       | Josef Newgarden   | Team Penske                          | Chevrolet |          |
| 14    | Portland           | Álex Palou      | Romain Grosjean   | Graham Rahal          | Álex Palou        | Chip Ganassi Racing                  | Honda     |          |
| 15    | Laguna Seca        | Colton Herta    | Josef Newgarden   | Colton Herta          | Colton Herta      | Andretti Autosport w/ Curb-Agajanian | Honda     |          |
| 16    | Long Beach         | Josef Newgarden | Patricio O'Ward   | Colton Herta          | Colton Herta      | Andretti Autosport w/ Curb-Agajanian | Honda     |          |

## Classificação
| Pos | Piloto                | ALA | STP | TXS | TXS  | IGP1 | INDY | DET  | DET | ROA  | MDO | NSH  | IGP2 | GAT | POR  | LAG | LBH | Pts. |
| --- | --------------------- | --- | --- | --- | ---- | ---- | ---- | ---- | --- | ---- | --- | ---- | ---- | --- | ---- | --- | --- | ---- |
| 1   | Álex Palou            | 1L* | 17L | 4cL | 7L   | 3L   | 26L  | 15   | 3   | 1L   | 3   | 7    | 27   | 20  | 1L   | 2   | 4   | 549  |
| 2   | Josef Newgarden       | 23  | 2   | 6   | 2L   | 4    | 12   | 10   | 2L* | 21L* | 1L* | 10   | 8L   | 1L* | 5    | 7   | 2L  | 511  |
| 3   | Patricio O'Ward       | 4L  | 19  | 3   | 1L   | 15   | 4L   | 3L   | 1L  | 9    | 8   | 13   | 5L   | 2L  | 14L  | 5   | 27  | 487  |
| 4   | Scott Dixon           | 3   | 5   | 1L* | 4cL* | 9L   | 171L | 8L   | 7   | 4L   | 4   | 2    | 17   | 19  | 3L   | 13  | 3L  | 481  |
| 5   | Colton Herta          | 22  | 1L* | 22  | 5    | 13   | 162L | 14   | 4   | 2    | 13L | 19L* | 3L   | 18L | 8    | 1L* | 1L* | 455  |
| 6   | Marcus Ericsson       | 8   | 7   | 19  | 12   | 10   | 119  | 1L   | 9   | 6    | 2L  | 1L   | 9    | 9   | 7L   | 6   | 28  | 435  |
| 7   | Graham Rahal          | 7   | 15  | 5   | 3L   | 5    | 32L  | 5L   | 5   | 11   | 6   | 5    | 7    | 23  | 10L* | 4   | 16L | 389  |
| 8   | Simon Pagenaud        | 12  | 3L  | 10  | 6    | 6    | 3L   | 12   | 8   | 18   | 14  | 21   | 16L  | 8L  | 21   | 8   | 5   | 383  |
| 9   | Will Power            | 2L  | 8   | 14  | 13L  | 11   | 30   | 20L* | 6   | 3    | 25  | 14   | 1L*  | 3L  | 13   | 26  | 10  | 357  |
| 10  | Alexander Rossi       | 9   | 21  | 8   | 20   | 7    | 29   | 7L   | 13  | 7    | 5   | 17   | 4    | 17  | 2    | 25  | 6   | 332  |
| 11  | Takuma Sato           | 13  | 6   | 9   | 14L  | 16   | 14L  | 4    | 12  | 8L   | 10  | 25   | 10   | 6   | 12   | 27  | 9   | 324  |
| 12  | Rinus VeeKay          | 6L  | 9   | 20  | 9L   | 1L   | 83L  | 2    | 18  |      | 16  | 24   | 24   | 21  | 17   | 18  | 25  | 308  |
| 13  | Jack Harvey           | 11  | 4   | 7   | 17   | 23   | 18   | 16   | 19  | 17   | 19  | 15   | 6    | 10  | 4L   | 15  | 7L  | 308  |
| 14  | Scott McLaughlin R    | 14  | 11  | 2   | 8    | 8    | 20   | 19   | 20  | 14   | 12  | 22   | 23   | 4   | 9L   | 12  | 11  | 305  |
| 15  | Romain Grosjean R     | 10  | 13  |     |      | 2L*  |      | 23L  | 24  | 5    | 7   | 16L  | 2    | 14  | 22   | 3L  | 24  | 272  |
| 16  | Sébastien Bourdais    | 5L  | 10  | 24  | 19   | 19   | 26   | 11   | 16  | 16   | 11  | 27   | 15   | 5L  | 18   | 14  | 8   | 258  |
| 17  | Ryan Hunter-Reay      | 24  | 14  | 16  | 10   | 12L  | 227  | 21   | 11  | 13   | 24  | 4    | 18   | 7   | 15   | 11  | 23  | 256  |
| 18  | Conor Daly            | 16  | 16  | 21  | 24   | 25   | 13L* | 13   | 15  | 20   | 15  | 12   | 11   | 11  | 16   | 16  | 21  | 235  |
| 19  | Ed Jones              | 15  | 20  | 12  | 22   | 14   | 28   | 9L   | 17  | 23   | 26  | 6    | 14   | 24  | 11L  | 10  | 12  | 233  |
| 20  | James Hinchcliffe     | 17  | 18  | 23  | 18   | 18   | 21   | 17   | 14  | 15   | 17  | 3    | 22   | 15  | 27   | 20  | 14  | 220  |
| 21  | Felix Rosenqvist      | 21  | 12  | 13  | 16   | 17   | 27L  | 25   |     |      | 23  | 8    | 13   | 16  | 6    | 19  | 13  | 205  |
| 22  | Hélio Castroneves     |     |     |     |      |      | 18L  |      |     |      |     | 9    | 21   |     | 23   | 24  | 20L | 158  |
| 23  | Dalton Kellett        | 18  | 23  | 18  | 23   | 20   | 23   | 18   | 23  | 25   | 21  | 23   | 26   | 12  | 26   | 23  | 19  | 148  |
| 24  | Santino Ferrucci      |     |     |     |      |      | 6L   | 6    | 10  |      | 9   | 11   |      |     |      |     |     | 146  |
| 25  | Max Chilton           | 20  | 24  |     |      | Wth  | 24   | 22   | 22  | 10L  | 18  | 18   | 20   |     | 19   | 21  | 15  | 134  |
| 26  | Jimmie Johnson R      | 19  | 22  |     |      | 24   |      | 24   | 21  | 22   | 22  | 26   | 19   |     | 20   | 17  | 17  | 108  |
| 27  | Ed Carpenter          |     |     | 17  | 11L  |      | 54   |      |     |      |     |      |      | 22  |      |     |     | 107  |
| 28  | Tony Kanaan           |     |     | 11  | 15   |      | 105  |      |     |      |     |      |      | 13  |      |     |     | 96   |
| 29  | Oliver Askew          |     |     |     |      |      |      |      | 25  | 12L  |     |      |      |     | 24   | 9   | 22L | 61   |
| 30  | Sage Karam            |     |     |     |      |      | 7L   |      |     |      |     |      |      |     |      |     |     | 53   |
| 31  | Juan Pablo Montoya    |     |     |     |      | 21   | 9    |      |     |      |     |      |      |     |      |     |     | 53   |
| 32  | Pietro Fittipaldi     |     |     | 15  | 21   |      | 25   |      |     |      |     |      |      |     |      |     |     | 34   |
| 33  | J. R. Hildebrand      |     |     |     |      |      | 15   |      |     |      |     |      |      |     |      |     |     | 30   |
| 34  | Cody Ware R           |     |     |     |      |      |      |      |     | 19   |     | 20   | 25   |     |      |     |     | 26   |
| 35  | Marco Andretti        |     |     |     |      |      | 19   |      |     |      |     |      |      |     |      |     |     | 22   |
| 36  | Charlie Kimball       |     |     |     |      | 22   | DNQ  |      |     |      |     |      |      |     |      |     | 18  | 20   |
| 37  | Christian Lundgaard R |     |     |     |      |      |      |      |     |      |     |      | 12L  |     |      |     |     | 19   |
| 38  | Callum Ilott R        |     |     |     |      |      |      |      |     |      |     |      |      |     | 25   | 22  | 26  | 18   |
| 39  | Ryan Norman R         |     |     |     |      |      |      |      |     |      | 20  |      |      |     |      |     |     | 10   |
| 40  | Simona de Silvestro   |     |     |     |      |      | 31   |      |     |      |     |      |      |     |      |     |     | 10   |
| 41  | Stefan Wilson R       |     |     |     |      |      | 33   |      |     |      |     |      |      |     |      |     |     | 10   |
| 42  | Kevin Magnussen R     |     |     |     |      |      |      |      |     | 24L  |     |      |      |     |      |     |     | 7    |
| 43  | RC Enerson R          |     |     |     |      |      | DNQ  |      |     |      |     |      | 28   |     |      |     |     | 5    |
| Pos | Piloto                | ALA | STP | TXS | TXS  | IGP1 | INDY | DET  | DET | ROA  | MDO | NSH  | IGP2 | GAT | POR  | LAG | LBH | Pts. |

| Cor         | Resultado                            |
| ----------- | ------------------------------------ |
| Ouro        | Vencedor                             |
| Prata       | 2º lugar                             |
| Bronze      | 3º lugar                             |
| Verde       | 4º e 5º lugares                      |
| Azul claro  | 6º–10º lugares                       |
| Azul escuro | Completou a corrida (fora do Top 10) |
| Roxo        | Não completou a corrida              |
| Vermelho    | Não se classificou (NQ)              |
| Marrom      | Retirou-se da corrida (Wth)          |
| Preto       | Desclassificado (DSQ)                |
| Branco      | Não largou (DNS)                     |
| Branco      | Abandonou a corrida (C)              |
| Vazio       | Não participou                       |

| Notas   |                                            |
| Negrito | Pole position (1 ponto; exceto 500 Milhas) |
| Itálico | Volta mais rápida                          |
| L       | Liderou pelo menos uma volta (1 ponto)     |
| *       | Liderou mais voltas (2 pontos)             |
| 1–9     | Fast Nine (pontuação extra)                |
| c       | Treino cancelado (sem pontuação extra)     |
| RY      | Rookie do ano                              |
| R       | Rookie                                     |

- Um (1) ponto no campeonato é garantido a cada piloto que liderar ao menos uma única volta. Dois (2) pontos adicionais são garantidos para o piloto que liderar o maior número de voltas durante a corrida.
- Em todas as corridas, exceto a Indy 500, o pole position recebe um ponto de bonificação.
- As trocas de motor iniciadas pelo participante antes que os motores atinjam a distância necessária percorrida resultarão na perda de (-10) pontos.
- O critério de desempate é o número de vitórias, seguido do número de segundos lugares, terceiros lugares, etc. Se continuar empatado, o número de pole positions, seguido de segundos lugares no grid, terceiros, etc.

## Transmissão no Brasil
A TV Cultura foi a responsável pelas transmissões da Fórmula Indy pela primeira vez.